# Jan Klaassens
Jan Klaassens (Venlo, 4 de setembre de 1931 - 12 de febrer de 1983) fou un futbolista neerlandès de la dècada de 1950.
Defensà els colors de VVV-Venlo i Feyenoord, així com de la selecció holandesa.

## Referències

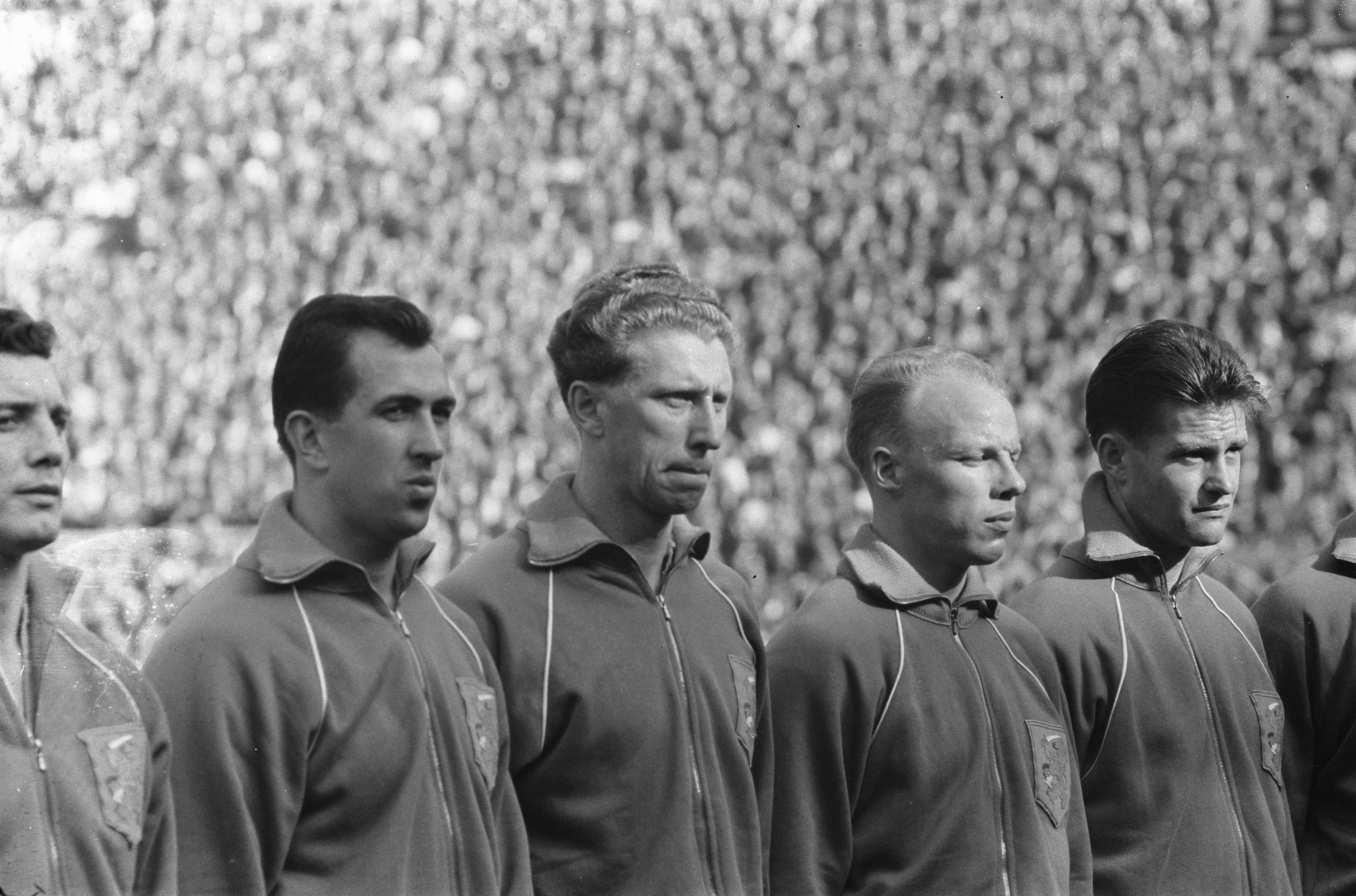
Holanda vs Bèlgica el 1960. D'esquerra a dreta: Cor van der Hart, Eddy Pieters Graafland, Jan Klaassens, Roel Wiersma i Kees Kuijs.